# Eugeniusz (Ziornow)
Eugeniusz, imię świeckie Siemion Aleksiejewicz Ziornow (ur. 6 stycznia?/18 stycznia 1877 w Moskwie, zm. 20 listopada 1937 okolicach Karagandy) – rosyjski biskup prawosławny, nowomęczennik.

## Życiorys
Był synem diakona prawosławnego. Ukończył moskiewskie seminarium duchowne, zaś w 1902 także Moskiewską Akademię Duchowną. W czasie studiów złożył 8 marca 1900 wieczyste śluby mnisze, przyjmując imię Eugeniusz. 5 kwietnia tego samego roku został wyświęcony na hierodiakona, zaś 25 marca 1902 – na hieromnicha. Został następnie skierowany do pracy w seminarium duchownym w Czernihowie, w którym prowadził wykłady z zakresu wiedzy o sektach. W Czernihowie wstąpił do cerkiewnego bractwa św. Michała, księcia czernihowskiego, w ramach którego kierował biblioteką i czytelnią oraz angażował się w organizację publicznych wykładów o tematyce religijnej i moralnej.
W 1906 został przeniesiony na stanowisko rektora seminarium duchownego w Irkucku, otrzymując równocześnie godność archimandryty. W eparchii irkuckiej był również przewodniczącym Rady ds. Szkół, odpowiedzialnej za prowadzenie szkół parafialnych oraz szkół duchownych. Redagował oficjalny organ prasowy eparchii i należał do miejscowego Towarzystwa Geograficznego. Angażował się ponadto w działalność misyjną, był doskonałym kaznodzieją i mówcą. 20 stycznia 1913 w soborze Ikony Matki Bożej „Znak” w Irkucku miała miejsce jego chirotonia na biskupa kirienskiego, wikariusza eparchii irkuckiej, w której jako konsekratorzy wzięli udział arcybiskup irkucki i wiercholeński Serafin, biskup tomski i ałtajski Metody oraz biskup zabajkalski i nerczyński Jan. Już w roku następnym hierarcha został jednak przeniesiony na katedrę nadamarską i błagowieszczeńską. W 1923 został podniesiony do godności arcybiskupiej. W sierpniu tego samego roku został aresztowany i wbrew protestom miejscowych wiernych wtrącony do więzienia w Błagowieszczeńsku. Następnie był przetrzymywany w Czycie i Moskwie, gdzie został na krótko zwolniony, by stracić wolność ponownie z powodu zdecydowanego sprzeciwu wobec ruchu Żywej Cerkwi. Od 1924 do 1926 przebywał w łagrze w dawnym Monasterze Sołowieckim. Po 1926 zmuszony został do osiedlenia w Kraju Zyriańskim. W 1927 poparł deklarację lojalności Kościoła wobec władz radzieckich wydaną przez locum tenens Patriarchatu Moskiewskiego Sergiusza (Stragorodskiego).
W 1930 otrzymał nominację na arcybiskupa biełgorodzkiego, jednak władze radzieckie uniemożliwiły jego wyjazd do Biełgorodu. W związku z tym w 1931 mianowano go wikariuszem eparchii wiackiej z tytuł arcybiskupa kotielnickiego. W 1934 wyznaczony do objęcia zarządu eparchii gorkowskiej, otrzymując równocześnie godność metropolity.
Według informacji zgromadzonych przez metropolitę Manuela (Lemieszewskiego), metropolita Eugeniusz zarządzał eparchią gorkowską jedynie przez niecały rok i został uwięziony już jako metropolita senior. Według innych danych w maju 1935, tj. w momencie aresztowania przez NKWD, duchowny pozostawał ordynariuszem eparchii. 5 maja 1935 metropolitę Eugeniusza oskarżono o prowadzenie agitacji kontrrewolucyjnej, zaś 9 lipca tego samego roku także o kierowanie organizacją kontrrewolucyjną. Ponadto zarzucono mu, iż w dniu państwowego Święta Pracy 1 maja, które w 1935 zbiegło się z obchodami prawosławnej Paschy, odprawił Świętą Liturgię o takiej godzinie, by umożliwić wiernym zniechęcanie innych mieszkańców miasta do uczestnictwa w pochodzie pierwszomajowym, sam zaś przejechał przez tłum demonstrantów na koniu, w biskupim kłobuku. Duchowny nie przyznał się do winy. Razem z nim aresztowani zostali inni duchowny służący w Gorkim. 4 listopada 1935 Eugeniusz (Ziernow) został skazany na trzy lata łagru w Karagandzie. W 1937 metropolita został oskarżony o prowadzenie wśród innych osadzonych agitacji kontrrewolucyjnej, skazany na śmierć i rozstrzelany 20 listopada 1937.
W 2000 został kanonizowany jako jeden z Soboru Świętych Nowomęczenników i Wyznawców Rosyjskich.